# 巴拉特共产党
巴拉特共产党（英语：Communist Party of Bharat）是印度的一个共产主义政党。该党起源于印度共产党（马列）。该党主要活动于西孟加拉邦。该党的总书记是Ranjan Chakraborty。Barnali Mukherjee是该党负责统战工作的另一位领导人。“巴拉特”一词在梵文里就是“印度”的意思。